# Kazimierz Miłkowski (inżynier)
Kazimierz Miłkowski (ur. 13 lutego 1857 w Krakowie, zm. 3 października 1923 we Lwowie) – polski inżynier technolog górnictwa.

## Życiorys
W Krakowie ukończył szkołę realną, w 1877 wyjechał do Leoben, gdzie w szkole górniczej ukończył kurs hutniczy i górniczy. W czasie studiów ze względów finansowych przerywał naukę, aby pracować w kopalni francuskiej w Dąbrowie Górniczej. Po ukończeniu nauki w 1883 wyjechał do Bielberg w Karyntii, gdzie pracował jako zawiadowca w kopalni cynku i ołowiu. Następnie został pracownikiem francuskiego przedsiębiorstwa prowadzącego poszukiwania ropy naftowej na Kaukazie, gdy firma ta upadła wyjechał do Zagłębia Dąbrowskiego. Pracował jako inżynier w biurze konstrukcyjnym w firmie "Fitzner i Gamper" w Sosnowcu, w 1889 podjął pracę kierownika kopalni "Pamara" w Sieleźniówce w Zagłębiu Donieckim. 
Następnie został inżynierem odpowiedzialnym w kopalni węgla należącej do spółki "Proskurow i Drzewicki", a od 1892 był dyrektorem zespołu kopalń Aleksiejewskiego Towarzystwa Węglowego. Po upaństwowieniu przedsiębiorstwa został dyrektorem technicznym fabryki "Nowa Bawaria" w Charkowie, która produkowała liny stosowane w wiertnictwie naftowym. W 1904 otrzymał stanowisko dyrektora kopalni węgla w Konopiance, rok później wyjechał do Kijowa, założył tam fabrykę haków i podków maszynowych. W 1911 sprzedał dobrze prosperującą firmę i pracował prywatnie, odwiedził również ośrodki przemysłowe Austrii, Belgii i Rosji. 
W 1913 zaproponowano mu pracę w Instytucie Technologicznym w Charkowie, ale ponieważ w uznaniu wielkoletniej praktyki uzyskał tytuł profesora nadzwyczajnego Szkoły Politechnicznej, równocześnie otrzymał stanowisko kierownika Katedry Budowy Maszyn Górniczych. Poza wykładami na Wydziale Mechanicznym Budowy Maszyn Górniczych i Mechaniki Ogólnej prowadził pracę naukową. Podczas I wojny światowej należał do Straży Obywatelskiej, a po 1918 uczestniczył w obronie Lwowa.